# Legio I Valentiniana
Die Legio I Valentiniana war eine Legion der spätantiken römischen Armee.
Die Schwesterlegionen I Valentiniana und II Valentiniana wurden wahrscheinlich von Valentinian I. (364–375) ausgehoben. Weniger wahrscheinlich ist, dass es sich um ältere umbenannte Einheiten handelt. Eine Aufstellung durch den minderjährigen Valentinian II. (375–392) ist möglich, aber unwahrscheinlich, da er den Westen des Reiches unter Vormundschaft regierte. Möglich wäre auch eine Umbenennung von Einheiten des Usurpators Magnus Maximus (383–388) nach dessen Tod.
Die Legio prima Valentiniana war noch im frühen 5. Jahrhundert in Koptos (Ägypten) stationiert und stand unter dem Oberbefehl des Dux Thebaidos.